# Вялимяки (посёлок)
Вя́лимяки фин. Välimäki — посёлок в составе Элисенваарского сельского поселения Лахденпохского района Республики Карелия.

## Общие сведения
Расположен на берегу реки Соскуанйоки, вблизи «остановочного пункта 199 км» — платформы на 199,3 км перегона Элисенваара — Аккахарью.

## Население
| 2002 | 2009 | 2010 | 2013 |
| ---- | ---- | ---- | ---- |
| 209  | ↗227 | ↘199 | ↘188 |

## Улицы
- ул. Зелёная